# Вяйне Аалтонен
Вяйне Валдемар Аалтонен (фін. Wäinö Aaltonen) (нар.8 березня 1894, Марттіла, Фінляндія — пом.30 травня 1966, Гельсінкі) — фінський скульптор-монументаліст, медальєр, театральний художник.

## Біографія
Закінчив Рисувальну школу в Турку (викладач — В. Вестерголм). Продовжував навчання у Франції, Італії, Великій Британії. Відвідував СРСР (Москва), де митця намагалися тенденційно позиціонувати як «співця робітничого класу». Почесний член Академії мистецтв СРСР (від 1958 року).
У Турку створено музей Аалтонена, де зібрано велику колекцію сучасного мистецтва.

## Творчість

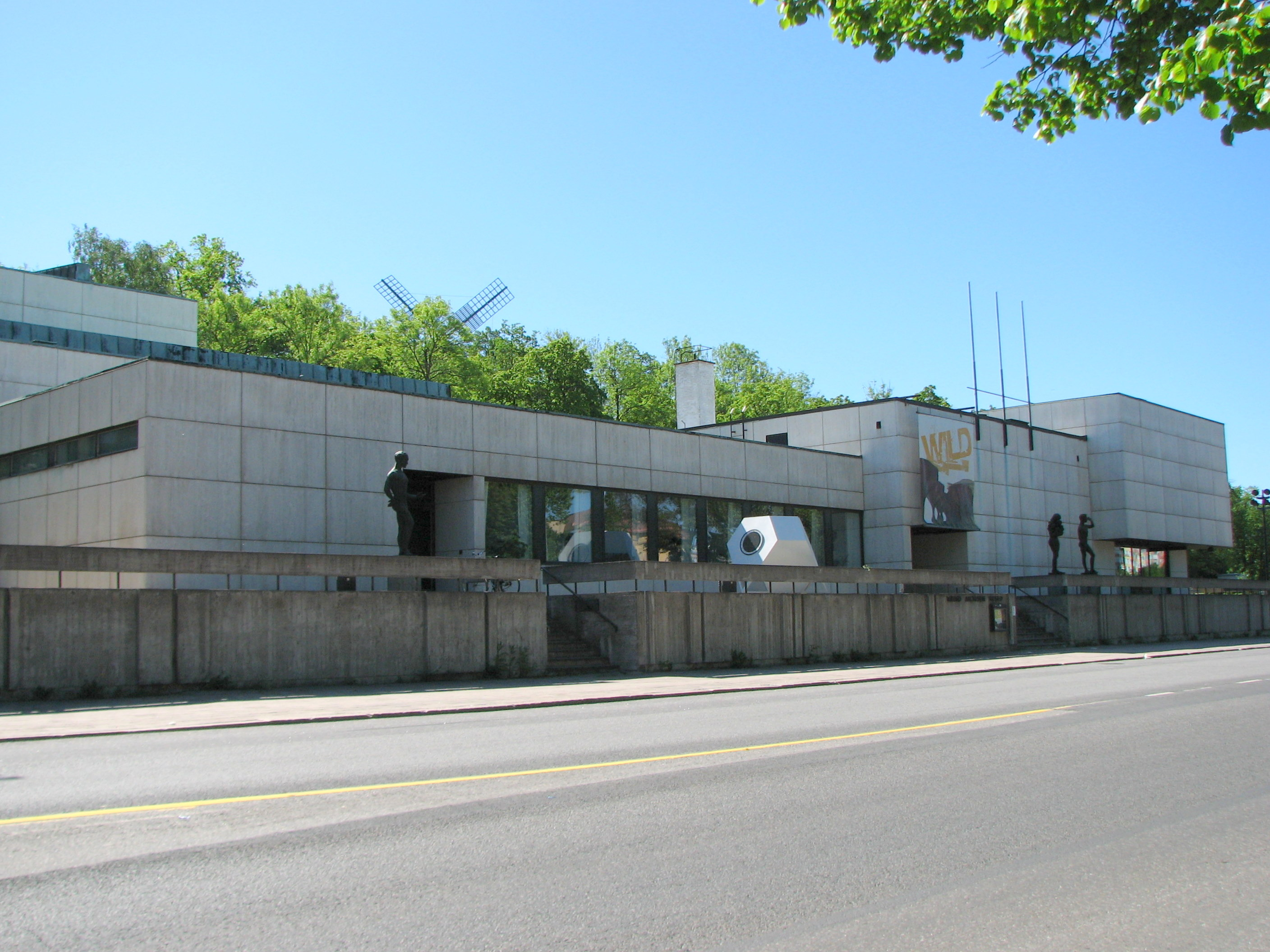
Музей Аалтонена, Турку.

Дотримувався мистецьких стилів кубізму та футуризму, створив серію статуй, в яких поєднувався класичний натуралізм та задрапованість фігур. Працював із бронзою, мармуром, гранітом, керамікою.
Автор психологічних портретів:
- «Ян Сібеліус», мармур, 1935 рік, Будинок-музей Яна Сібеліуса, місто Порі.

Статуї:
- цикл «Діви», граніт, 1917—1941 роки;
- «Жінка у воді», 1923—1924 рік;
- «Бігун Пааво Нурмі», бронза, 1924—1925 роки, Олімпійський стадіон Гельсінкі;
- «Статуя Миру» 1952 рік, відзначена Золотою медаллю Миру в 1953 році.

Майстер монументальної і декоративної скульптури.
- Пам'ятники:
  - «Алексис Ківі», бронза, 1939 рік, Гельсінкі;
  - «Фінським переселенцям», граніт, 1938 рік, Делавер, США.
- Монументи:
  - «Дружба», бронза, 1952 рік, Турку і Гетеборг;
  - «Світ», граніт, 1950—1952 роки, Лахті, нагорода — Золота медаль Світу в 1953 році;
  - 4 фігури для мосту в Тампере, бронза, 1927—1929 роки.

Працював також як медальєр і живописець.
Творчість Аалтонена ставлять в один мистецький ряд із роботами італійських скульпторів Маріно Мадзакураті, Джакомо Манцу (1908—1991).